# Abbar
Pour les articles homonymes, voir Abbar (homonymie).
Abbar, le « Grand-Prêtre », fut shoftim ou suffète de Tyr pendant 3 mois, de 563 à 562 av J.C.

## Sources
- Sabatino Moscati, Les Phéniciens Arthème Fayard Paris (1971)  (ISBN 978-2-501-00354-4).